# Tyrian
Tyrian è uno sparatutto a scorrimento realizzato da Eclipse Software e distribuito da Epic MegaGames nel 1995. Il gioco, inizialmente distribuito con licenza shareware, è stato pubblicato come freeware nel 2004 dall'autore Jason Emery; nel 2007 anche il codice sorgente in linguaggio Pascal è stato convertito in C e pubblicato come OpenTyrian con licenza GNU GPL.
Il logo di Tyrian è un ambigramma, nello specifico un omogramma, il che significa che ha lo stesso aspetto sia ruotato che specchiato.

## Trama
Tyrian è uno sparatutto con una trama complessa che segue le vicende di Trent Hawkings, un pilota d'élite della galassia. Trent si ritrova a combattere ripetutamente contro MicroSol, una potente corporazione con l'intento di dominare l'intera galassia. Durante le sue missioni, Trent affronta tradimenti da parte di amici e alleati, la perdita dei genitori e numerosi ritorni su luoghi già esplorati, ora alterati da nuove minacce. Il suo obiettivo finale è sconfiggere MicroSol e ristabilire la pace nella galassia.

## Versioni
La prima versione di Tyrian includeva tre episodi: il primo gratuito, gli altri a pagamento; in seguito (con la versione 2.0) è stato aggiunto un nuovo episodio. Nel 1999 il gioco è stato di nuovo distribuito con il nome di Tyrian 2000, dotato di un ulteriore episodio (per un totale di 5) e il supporto a Microsoft Windows.
Esiste una versione per Android con il nome di OpenTyrian.

## Modalità di gioco
Sono presenti due modalità di gioco:
- Arcade, dove il giocatore può progressivamente potenziare l'astronave in maniera automatica raccogliendo delle bolle viola rilasciate dai nemici attraverso un percorso di livelli predefinito;
- Full Game, dove il giocatore può effettuare acquisti manuali tra un livello e l'altro per potenziare l'astronave in maniera mirata e con numerose opzioni, e dove può inoltre occasionalmente scegliere di intraprendere percorsi rappresentati da livelli differenti.

Le opzioni di personalizzazione della navetta includono:
- Armi frontali: proiettili, missili e altri tipi di armamenti standard.
- Armi posteriori: possono includere anche attacchi "laterali" o a distanza, fino ad arrivare a bombe atomiche.
- Supporti aggiuntivi: due unità ausiliarie, una per lato, che aumentano la potenza di fuoco.
- Scudi: assorbono i colpi nemici fino a esaurimento. Una volta esauriti, i colpi penetrano nella corazza della navetta. Gli scudi si ricaricano automaticamente con il tempo.
- Generatore: migliora il raffreddamento delle armi, accelera la ricarica degli scudi e riduce i problemi legati al surriscaldamento.
- Struttura della navetta: determina la resistenza dell'armatura, permettendo di subire più danni una volta esauriti gli scudi.[4]

Inoltre, quando il gioco rileva dal sistema che la data corrente si trova nel mese di dicembre, all'avvio fornisce la possibilità di attivare l'opzione Christmas che aggiunge elementi natalizi al gioco.

## Sviluppo
Tyrian è uno sparatutto a scorrimento verticale sviluppato da Eclipse Software e pubblicato nel 1995 da Epic MegaGames per PC.
Il gioco fu il primo progetto commerciale per il team di sviluppo, guidato da Alexander Brandon (musica e sceneggiatura), Jason Emery (programmazione) e Daniel Cook (grafica). Iniziato nel 1991 come esperimento, attirò l'attenzione di Epic MegaGames, che ne curò la pubblicazione. Durante lo sviluppo, il gioco ricevette contributi da artisti come Arturo Sinclair e un supporto per il design grafico da parte di Bruce Hsu.
Nel 1999, Tyrian fu ripubblicato come Tyrian 2000, con l'aggiunta di un quinto episodio e correzioni. Nel 2004 fu dichiarato freeware, e nel 2007 il codice sorgente venne rilasciato come progetto open source con il nome OpenTyrian. Lo stesso anno, Daniel Cook rese disponibili le sue opere grafiche sotto licenza Creative Commons.
Grazie al gameplay avvincente, alla grafica dettagliata e alla colonna sonora memorabile, Tyrian è diventato un titolo di culto tra gli appassionati del genere sparatutto.

## Accoglienza
Tyrian è stato accolto positivamente sia dalla critica che dai giocatori, distinguendosi come uno dei migliori sparatutto a scorrimento verticale degli anni '90. Il sito OldGamesItalia lo ha descritto come un classico del genere, capace di introdurre innovazioni significative grazie a un sistema di potenziamento dettagliato e una trama coinvolgente, elementi che lo rendono interessante anche per chi non è appassionato degli sparatutto tradizionali.
Il gioco è stato elogiato per la capacità di mantenere alta l'attenzione del giocatore, evitando di risultare ripetitivo. Il sequel Tyrian 2000 ha ulteriormente migliorato l'esperienza di gioco, grazie a un sistema di upgrade che consente di personalizzare le navi e le armi, offrendo una rigiocabilità elevata.
Grazie alla grafica dettagliata, alla colonna sonora memorabile e al gameplay avvincente, Tyrian è considerato un titolo di culto, capace di rimanere nella memoria degli appassionati di videogiochi retrò.